# 萊克波特 (佛羅里達州)
萊克波特（英語：Lakeport）是位於美國佛羅里達州沼澤縣的一個非建制地區。該地的面積和人口皆未知。

## 地理
萊克波特的座標為27°58′34″N 81°07′39″W / 27.97611°N 81.12750°W，而該地的平均海拔高度為5米（即16英尺）。